# Стримба (Ивано-Франковская область)
Стримба (Стрымба; укр. Стримба) — село в Надворнянской городской общине Надворнянского района Ивано-Франковской области Украины на реке Стрымба Малая.
Население по данным 2022 года составляло ↗2038 человек. Занимает площадь 12.706 км². Почтовый индекс — 78441. Телефонный код — 3475.